# Nervus petrosus major

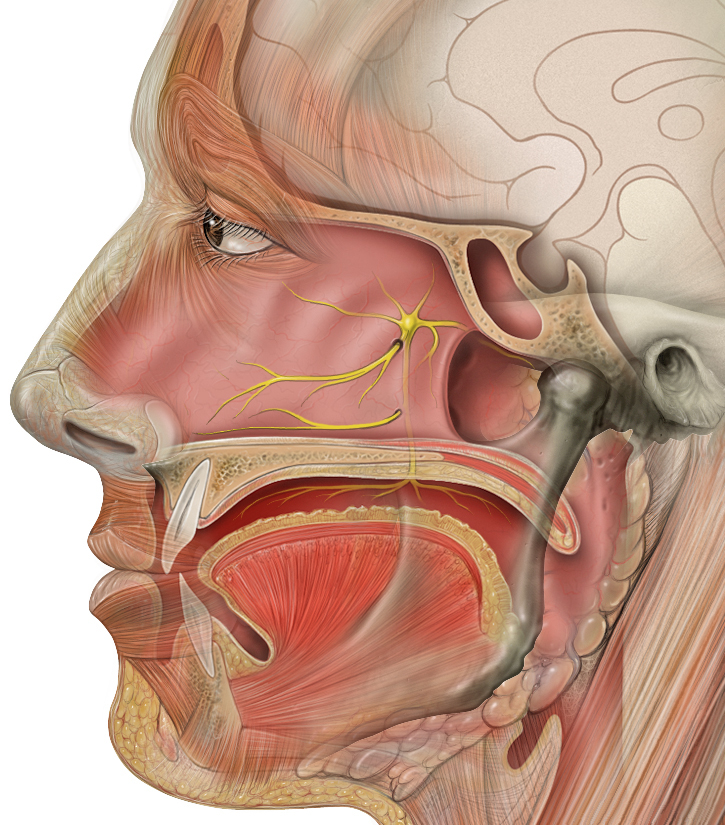
Nervus petrosus major

Der Nervus petrosus major („großer Felsenbeinnerv“) ist ein Abzweig des VII. Hirnnervs (Nervus facialis), genauer seines Intermedius-Anteils, den er im Ganglion geniculi verlässt. Er enthält parasympathische und sensorische Nervenfasern und ist über einen Ramus communicans mit dem Plexus tympanicus verbunden.
Der Nervus petrosus major tritt durch die Vorderseite der Felsenbeinpyramide in die mittlere Schädelgrube, verläuft dort in einem nach dem Nerven benannten Sulcus zum Foramen lacerum, durch das er das Schädelinnere verlässt. An der äußeren Schädelbasis verbindet er sich mit sympathischen Fasern, die vom Nervenplexus der Arteria carotis interna kommen und als Nervus petrosus profundus bezeichnet werden. Der Verbund der beiden Nerven durchzieht dann den Canalis pterygoideus des Keilbeins und wird dort als Nervus canalis pterygoidei bezeichnet. Dieser Nerv ist der zuführende Ast für das Ganglion pterygopalatinum. 
Im Ganglion pterygopalatinum werden die präganglionären parasympathischen Fasern auf postganglionäre Fasern umgeschaltet und gelangen zusammen mit den sympathischen Fasern größtenteils unter Nutzung von Ästen des Nervus maxillaris zu ihren Erfolgsorganen. Diese sind die Tränendrüse, die Drüsen der Nasenschleimhaut (Glandulae nasales), des Gaumens und des Epipharynx.
Die sensorischen Fasern erreichen die Schleimhaut des weichen Gaumens, wo sie die dort spärlich auftretenden Geschmacksknospen innervieren.